# 田畑豊
田畑 豊（たばた ゆたか、1936年1月2日 - ）は、日本の裁判官。大阪高等裁判所部総括判事や、京都地方裁判所所長を務めた。

## 人物・経歴
明治大学卒業後、1961年大阪地方裁判所判事補任官。神戸地方裁判所判事補、大阪地方裁判所判事、京都地方裁判所判事等を経て、1993年高知地方裁判所長。1996年大阪高等裁判所部総括判事。1997年京都地方裁判所長。